# 速霸陸Stella
速霸陸Stella（日语：スバル・ステラ）為2006年起由日本富士重工業製造販售的輕型高頂旅行車。自2011年發售的第二代開始，改由同樣隸屬豐田汽車集團的大發工業OEM代工，以第五代大發Move為原型換上速霸陸的廠徽銘牌而成。

## 概要
此款車乃是以速霸陸R2為基礎而發展的輕型高頂旅行車，並於2006年推出。有鑑於日本市場逐漸萎縮，富士重工業在輕型車市場遇上瓶頸，基於成本和獲利考量，決定忍痛退出輕型車這塊市場。隨著Pleo、R2、R1等車款陸續宣布停產，第一代Stella曾一度成為該公司自製的輕型車。為了找回流逝的市場佔有率，2008年4月10日豐田汽車、大發工業、富士重工業等三方曾公開發表合作開發的意向，富士重工業遂委託大發工業代工，是以第二代Stella便在這樣的情況下登場。不過，該公司自製的第一代Stella曾一度在2009年推行電動車計劃，縱然後來此計劃遭到凍結中止。至於車名的由來，「Stella」在義大利語裡意為星星。

## 歷史

### 第一代（2006年-2011年）
2006年 - 6月14日正式上市，分成Standard型、Custom型、Revesta型等三種車型，最高端的Revesta型配備了LED頭燈附燈光高低可調裝置。動力來源則有658c.c.直列四缸DOHC EN07D型引擎及658c.c.直列四缸DOHC EN07X型機械增壓引擎兩種選擇，搭配五速手動排檔或i-CVT等二種變速系統。為了刺激銷售量，特意找來澤尻英龍華作為產品代言人。
2007年 - 當年度東京改裝車展曾展出Revesta型改裝車，獲得好評，11月29日遂正式市售。具有專屬水箱護罩、前後保險桿、鋁合金輪圈等，座椅也覆上專用材質，另有一套「Music CD Server and Welcome Sound Audio」系統，在引擎啟動前已經設定好駕駛人喜愛的音樂，一上車便能享受聽覺效果。
2008年 - 原廠在第34屆G8八大工業國高峰會上公開以Stella為基礎而開發的電動車「Plug-in Stella（（日語）プラグインステラ）」，這款車乃是原廠與東京電力共同合作的成果，極速可達80km/hr、空車重量1,060kg、可乘坐4人，無記憶效應的高效能鋰錳電池每充飽一次電可行駛約80公里的距離。原廠提供5輛車給高峰會使用，另一輛則提供給郵政事業使用。同年10月24日武田藥品工業和住友三井汽車服務共同倡導的電動車計劃則宣布，翌年起引進Stella電動車先在東京都和神奈川縣作為業務用車，2010年再推廣到其他地區。11月4日原廠決定將原先僅Custom型與Revesta型可選的658c.c.直列四缸DOHC EN07X型機械增壓引擎推廣到全車系，另外亦將藍光LED地圖燈、室內燈、一體成形的頂置式收納空間、尾翼、皮革座椅等列為Custom型與Revesta型的標配或選配。
2009年 - 6月4日宣布「Plug-in Stella」自7月起開始交車銷售。
2010年 - 因為充電設備不普及，消費者對於電動車興趣缺缺，再加上電池造價成本昂貴，而且「Plug-in Stella」的知名度不如日產Leaf和三菱i-MiEV，使得電動車計劃就此凍結。
2011年 - 3月4日正式停產。

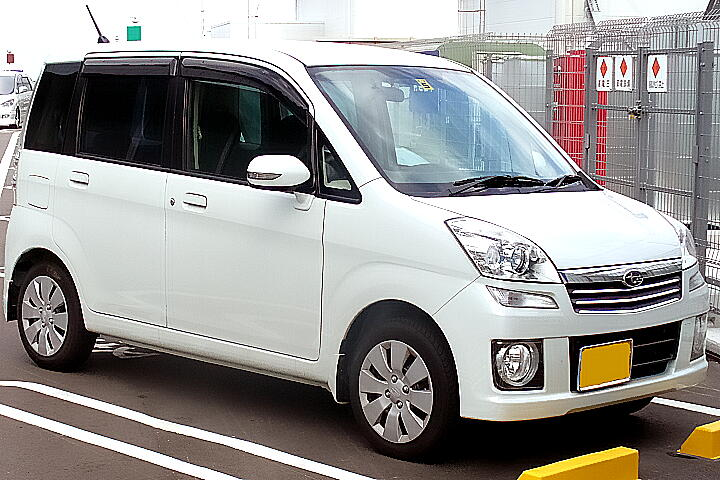
Custom車型車頭
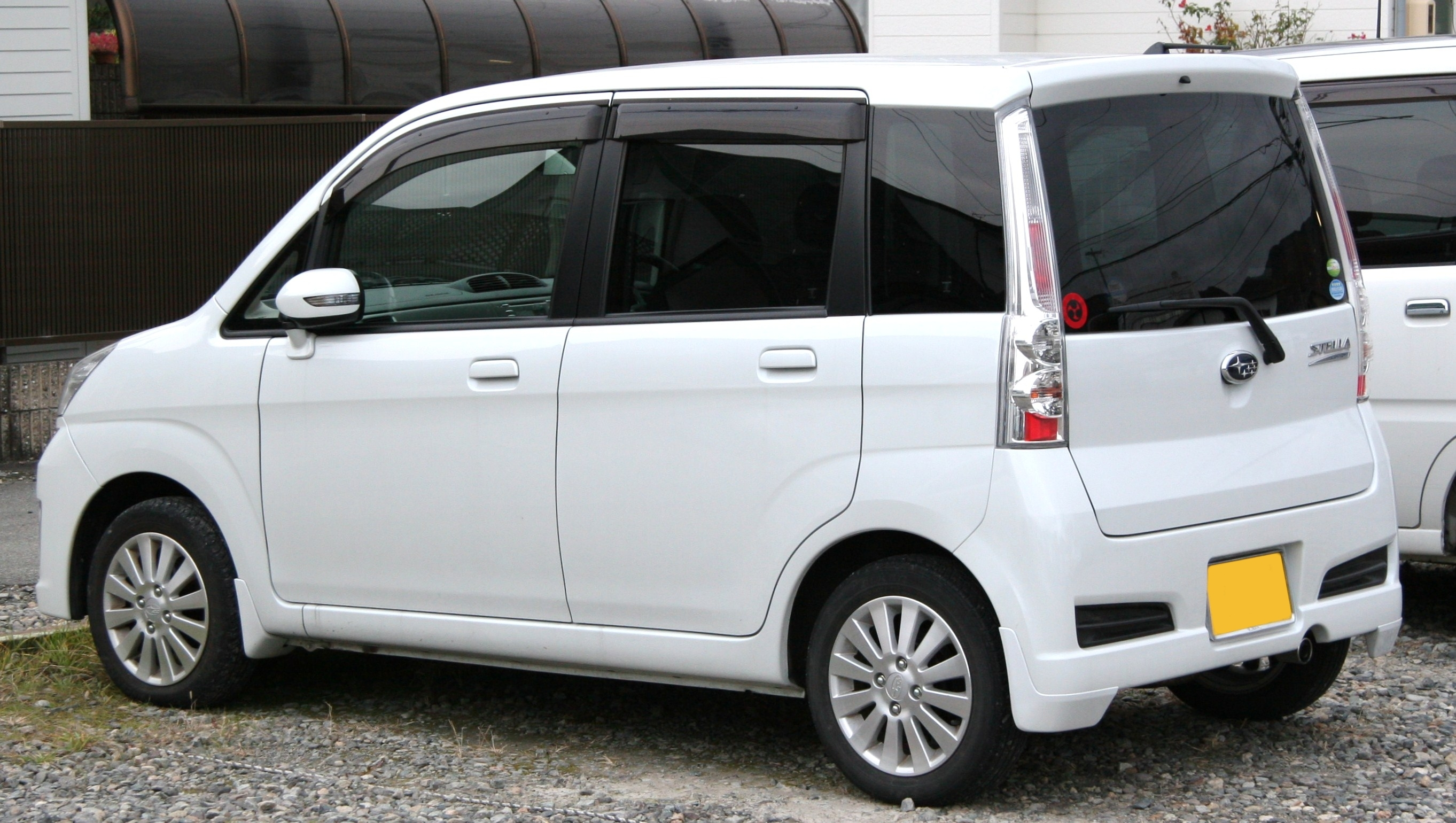
Custom車型車尾
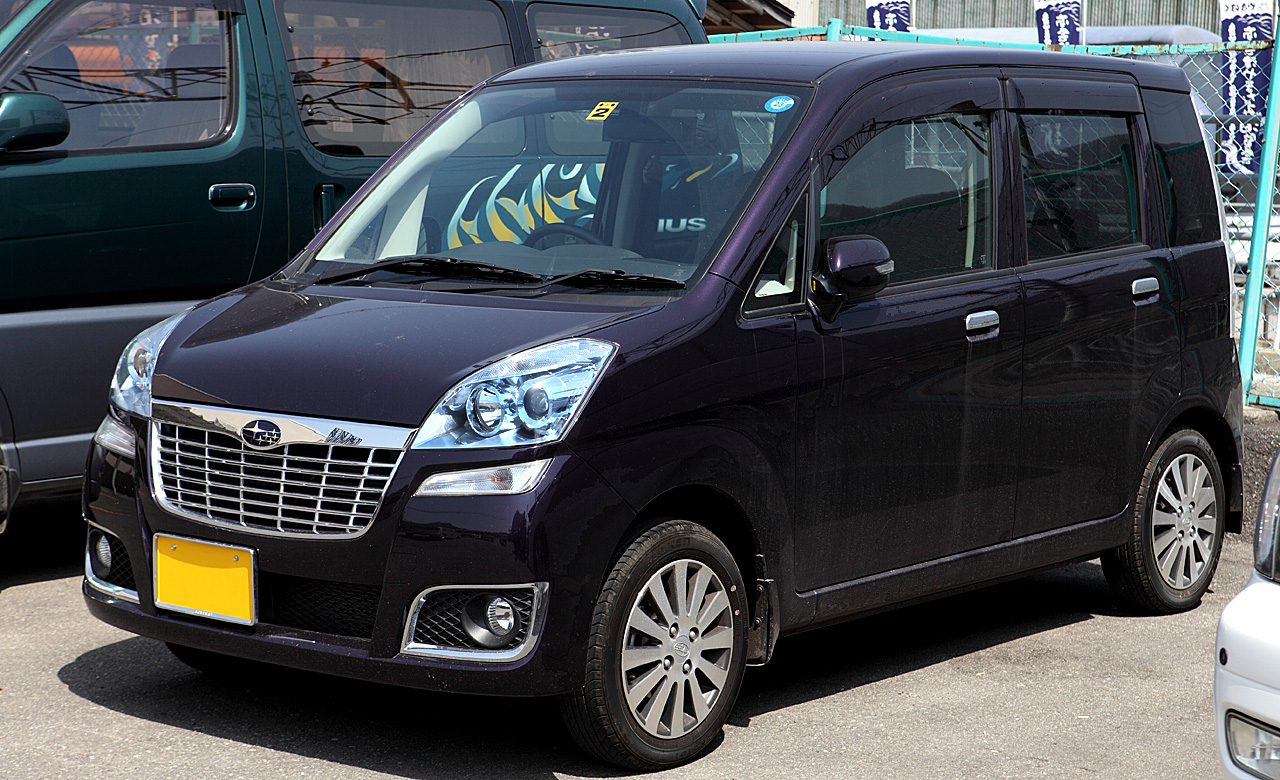
Revesta車型車頭
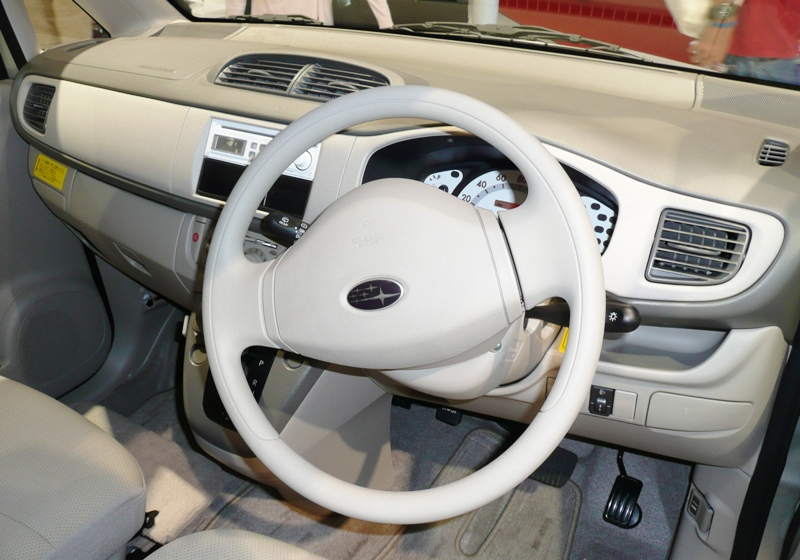
車室內裝
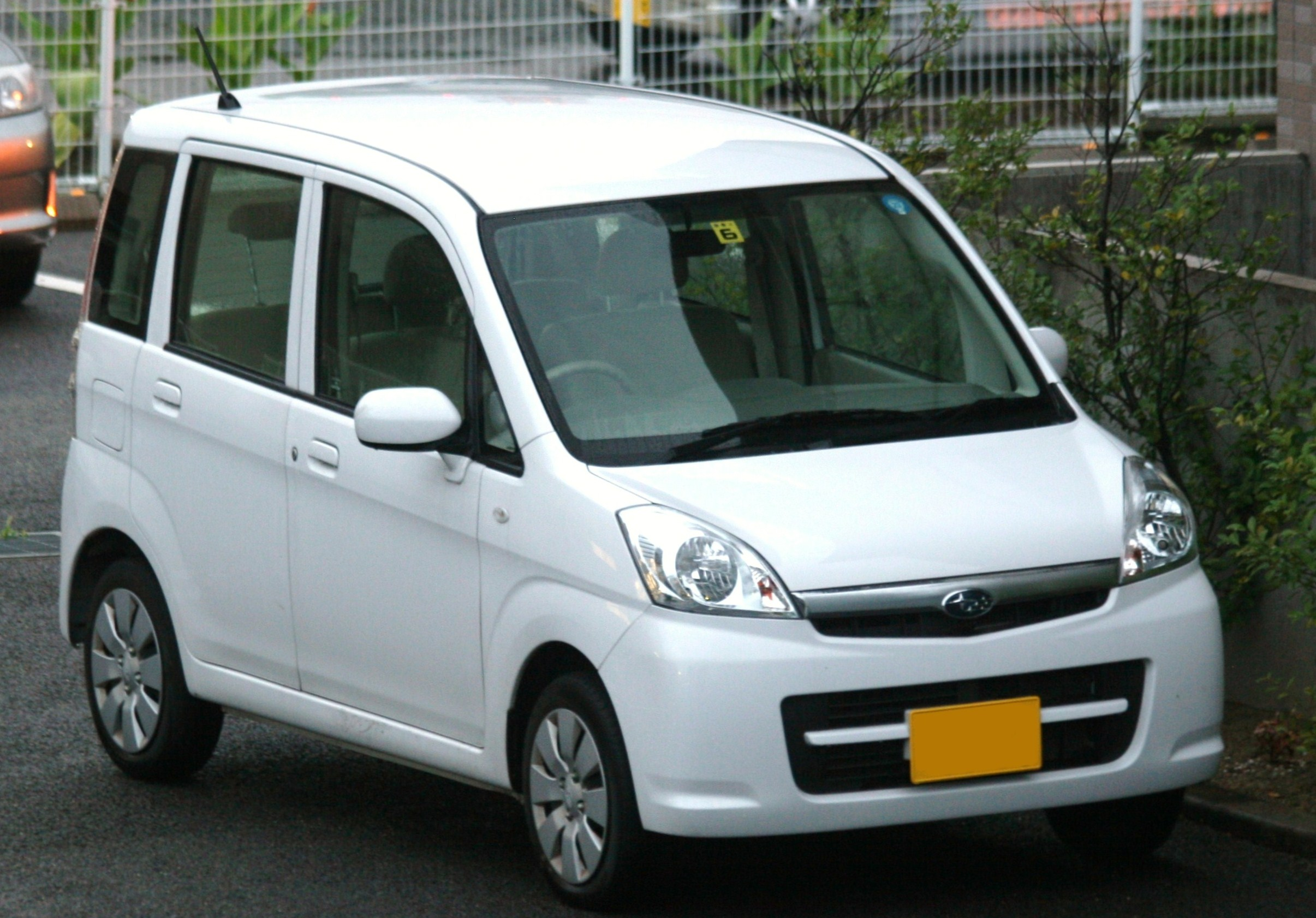
Standard車型車頭
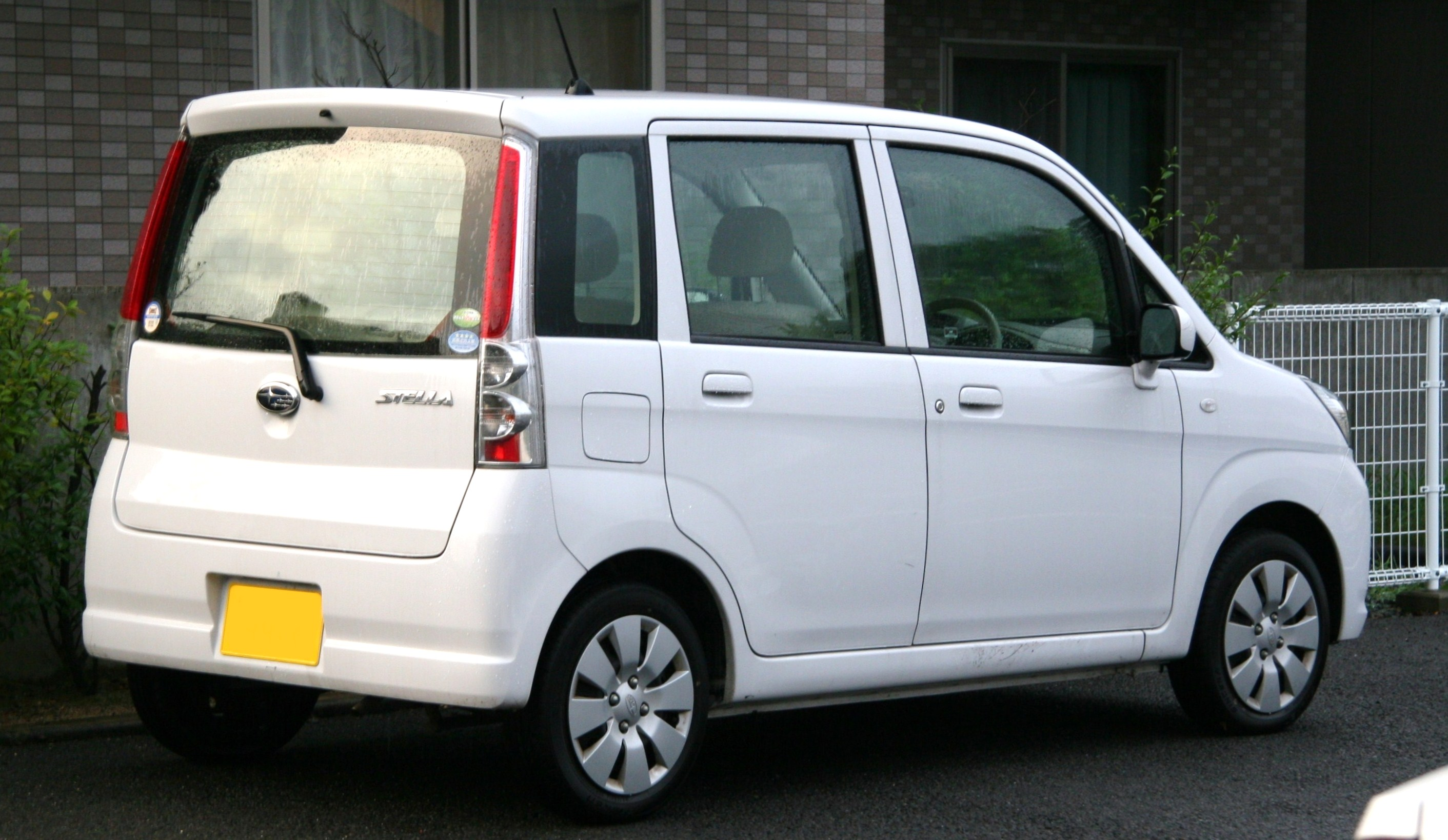
Standard車型車尾
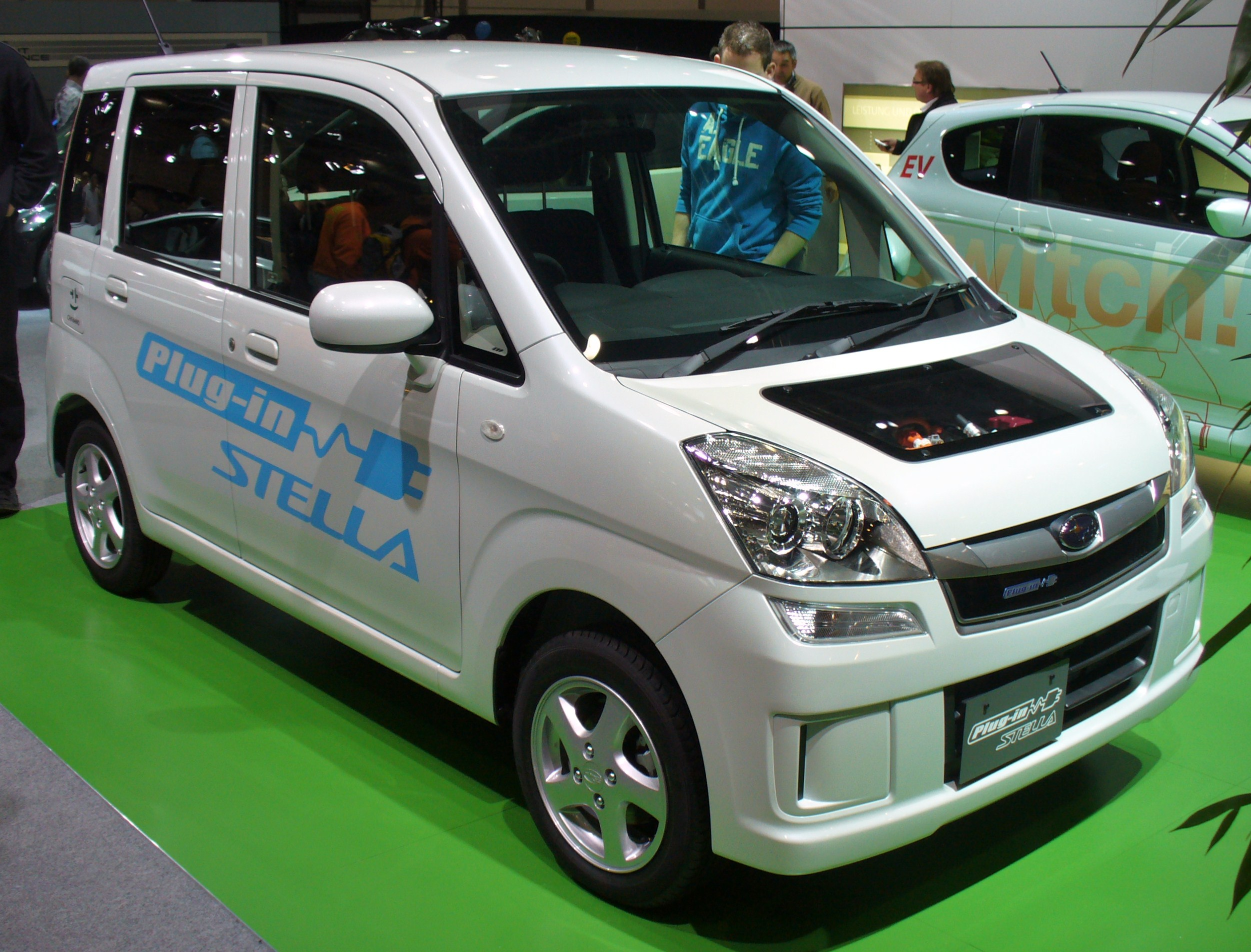
Plug-in Stella車頭
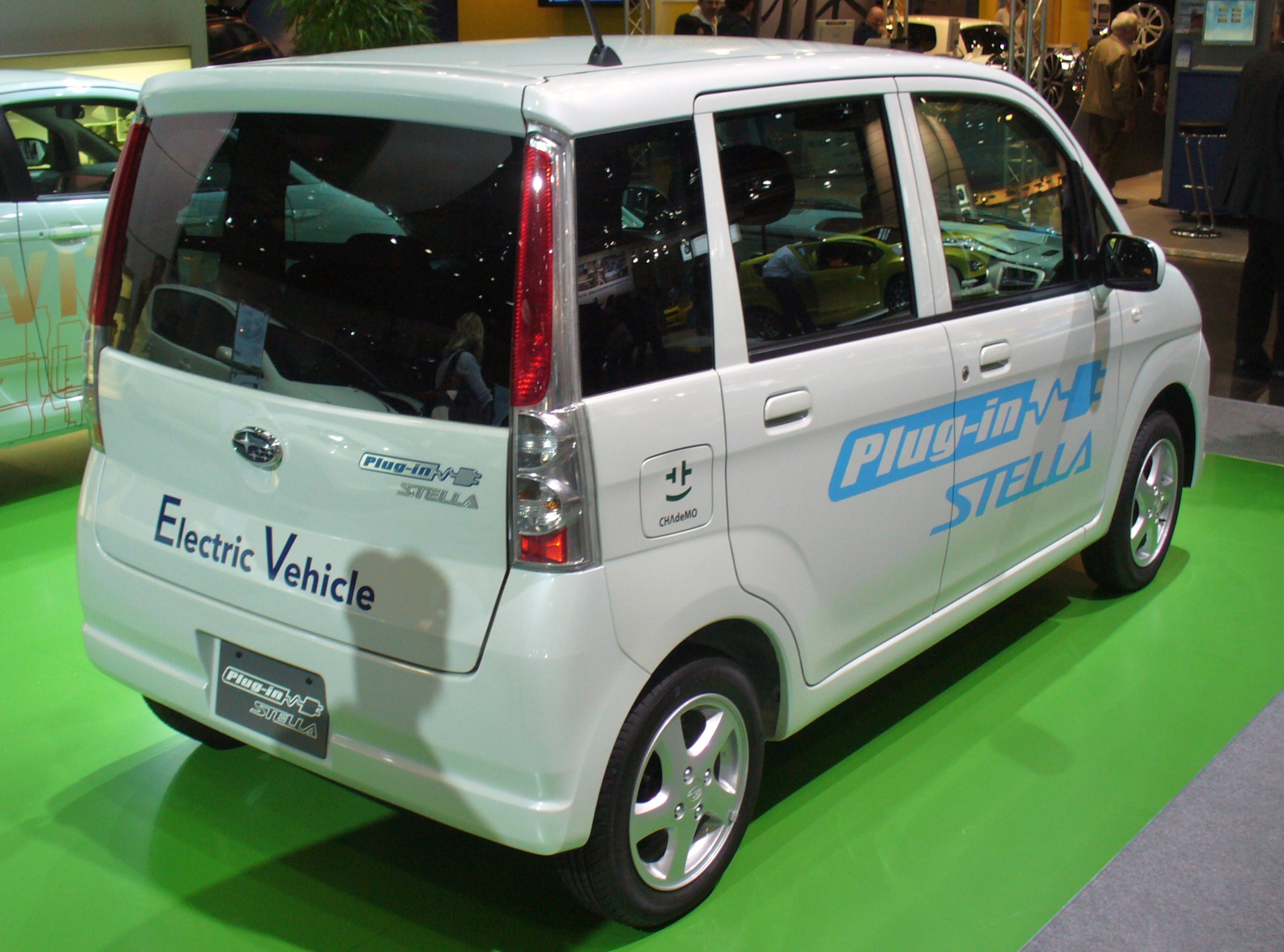
Plug-in Stella車尾

### 第二代（2011年-2014年）
2011年 - 5月24日發表大改款的第二代Stella，其實與第五代大發Move幾乎完全相同。空調系統、自動收折後視鏡、巡航定速、倒車顯影、駕駛輔助系統、LDWS車道偏移輔助系統、VSC車身動態穩定系統與FSRCC雷達輔助自動巡航系統、ABS防鎖死煞車系統、EBD電子制動力分配系統、六具SRS安全氣囊等隨車型不同而配備。第二排座椅能前後移動240mm，後廂門採用側開式。另外尚有Custom車型，具有專屬空力套件、四圓頭燈、15吋鋁合金輪圈、黑色車室內裝等。
動力來源為一具658c.c.直列三缸DOHC KF-VE3型引擎，可輸出52hp / 7,200rpm的最大馬力、6.1kg·m / 4,000rpm的最大扭力，搭配CVT無段自動變速箱，並藉由i-EGR廢氣回收系統與idle-stop怠速熄火系統之輔助，可達到27.0km/L的油耗表現。此外，延續上一代的Custom車型並未搭載機械增壓引擎，反而是自然進氣版。直到同年8月1日「Custom RS」車型上市，才追加658c.c.直列三缸DOHC KF-DET3型渦輪增壓引擎，可輸出64ps / 6,400rpm的馬力、9.4kg・m / 4,000rpm的扭力。
2012年 - 5月21日跟隨第五代大發Move的腳步，「Custom RS」車型導入大發工業最新開發的eco IDLE引擎怠速熄火系統，按照日本JC08模式，FF車之平均油耗表現達24.2km/L、4WD車則為22.2km/L。
同年12月20日宣布小改款，原CVT無段自動變速箱新增變速適溫控制系統，且輔以eco IDLE引擎怠速熄火系統、動能回收充電系統、Cooled i-EGR油氣回收系統等新科技，依日本JC08模式下的平均油耗，自然進氣版達29.0km/L、渦輪增壓版則是25.2km/L。此外，懸吊系統、煞車系統、轉向系統等皆經過改良，並新增能偵測自身與前車的安全距離及時煞車的Smart Assist系統。
2013年 - 7月1日原廠宣布「Custom RS」車型亦新增Smart Assist系統。10月28日部分改良，追加附Smart Assist系統的「LS Smart Assist」車型，並將緊急煞車時尾燈會閃爍的Emergency Stop Signal系統列入全車系標準配備。
2014年 - 5月22日發售特仕車「G」、「GS」、「Custom R type S」・「Smart Assistα」等四款。

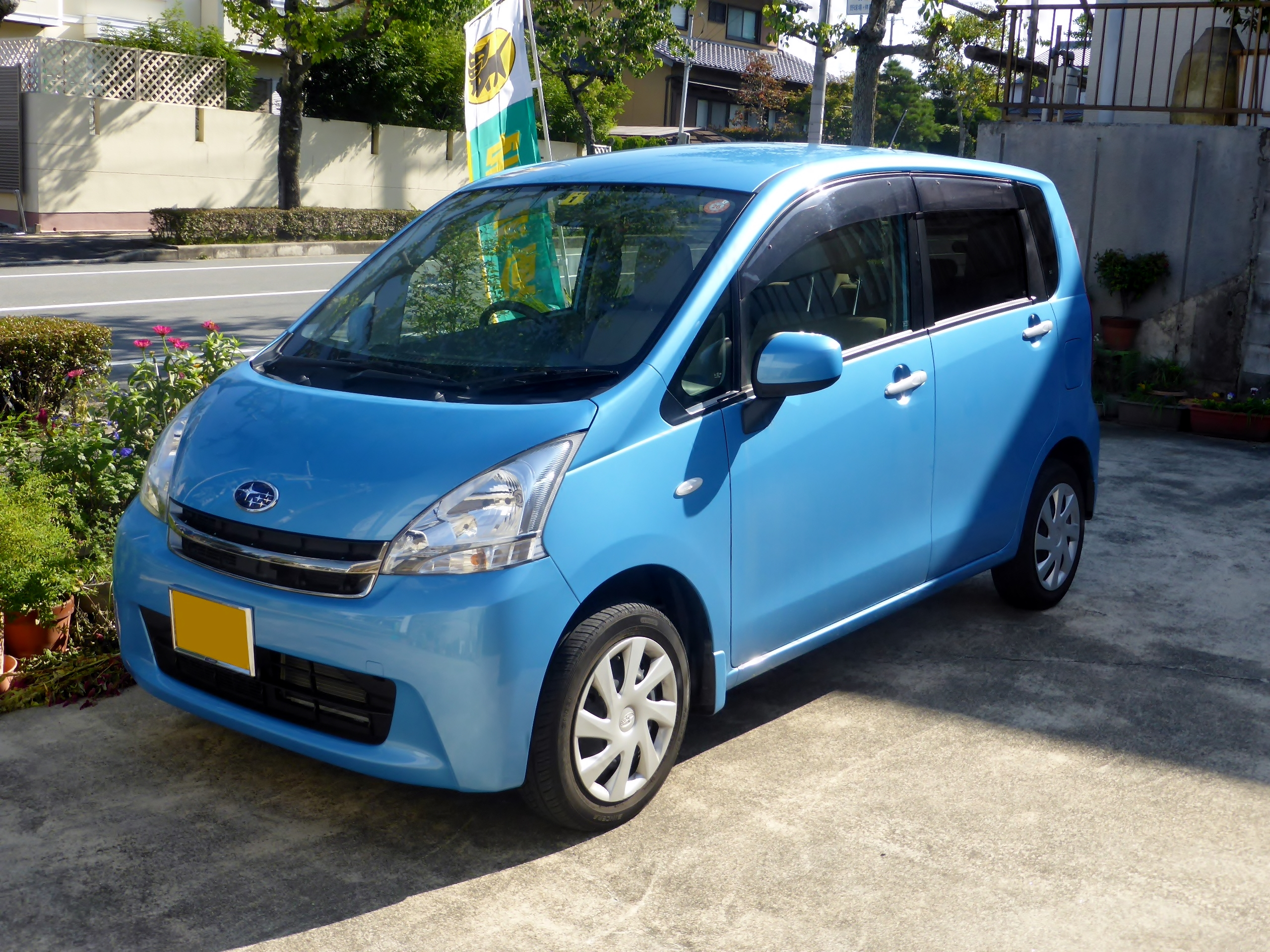
前期型車頭
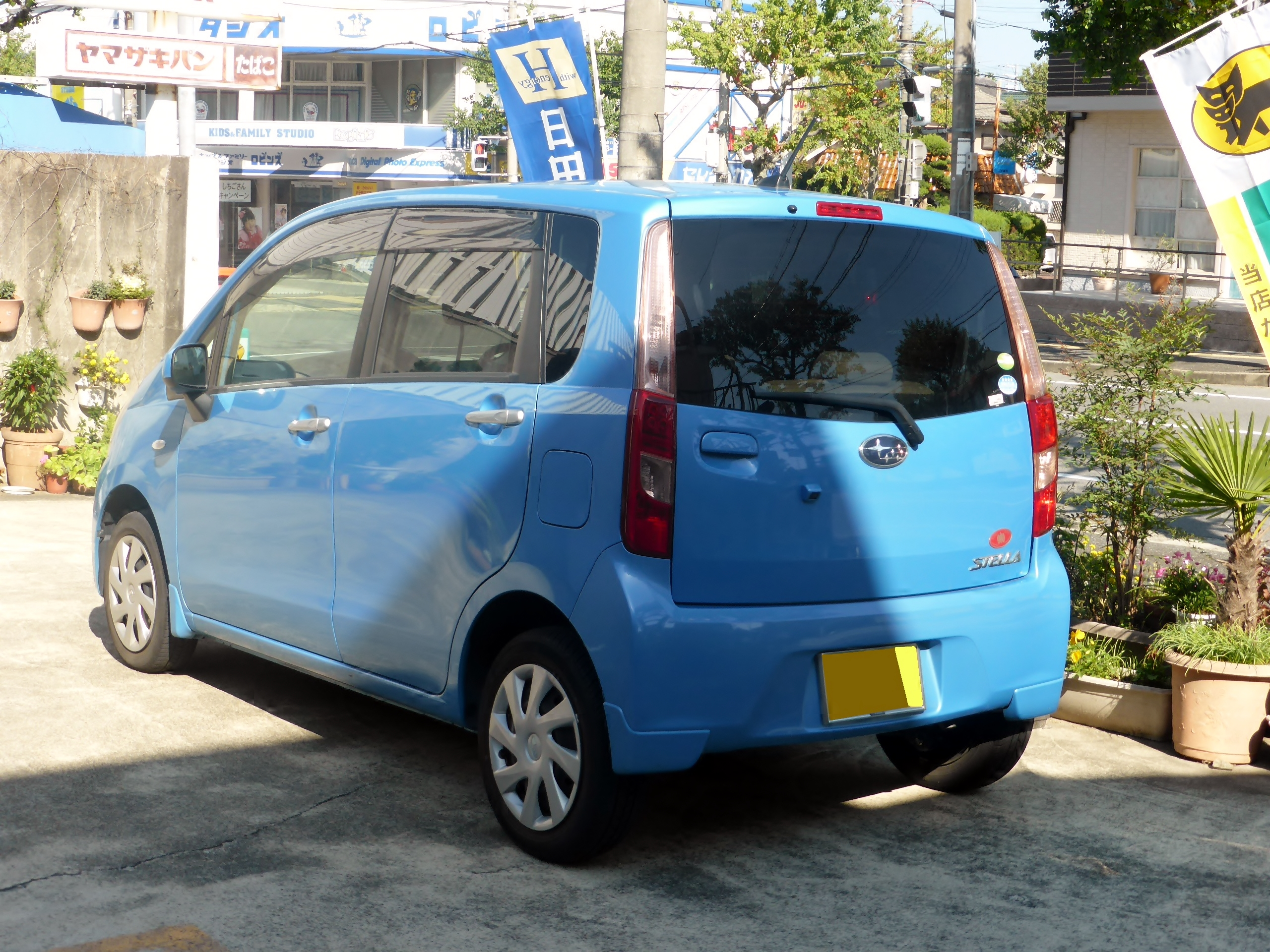
前期型車尾
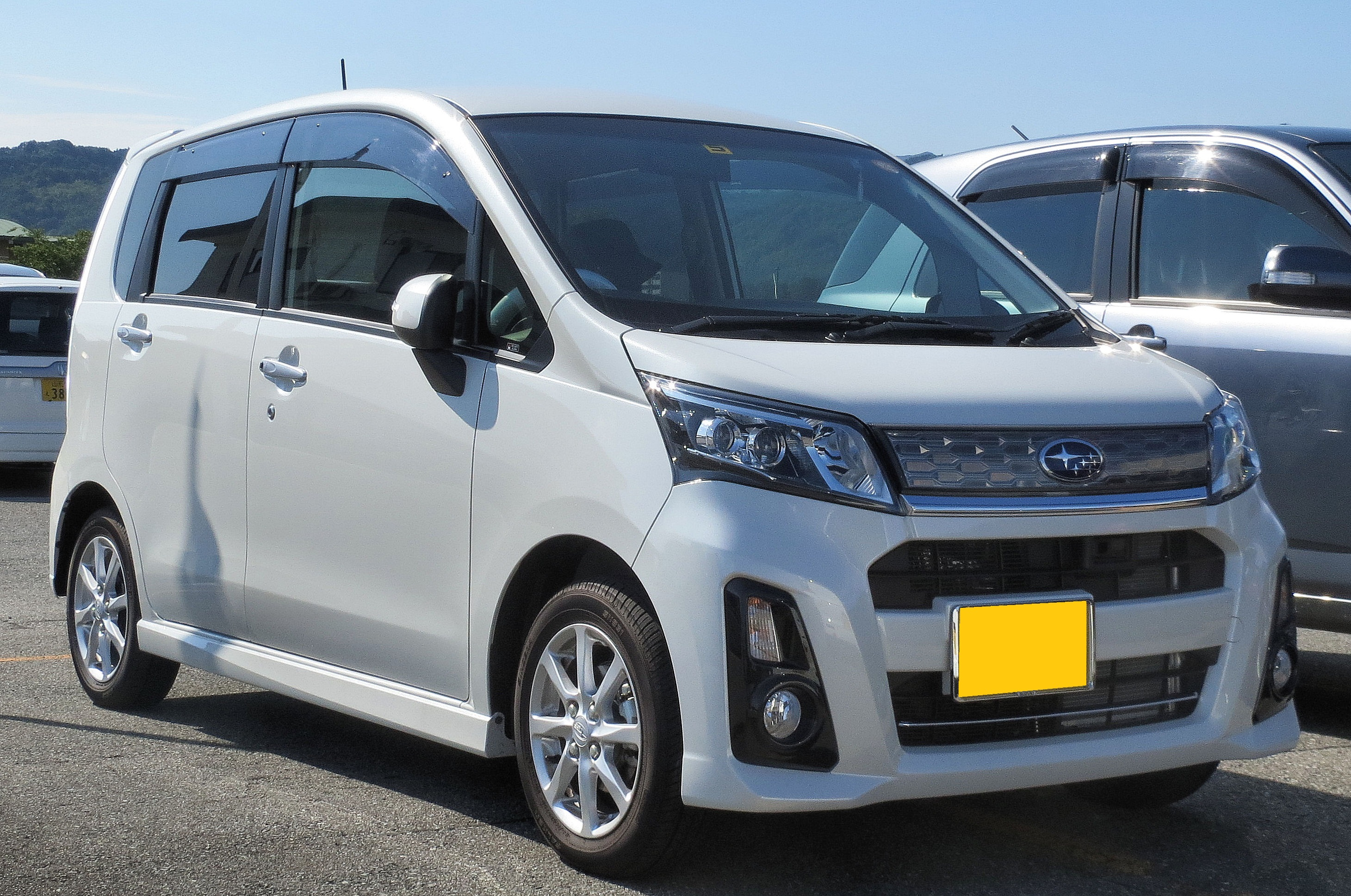
Custom R型車頭
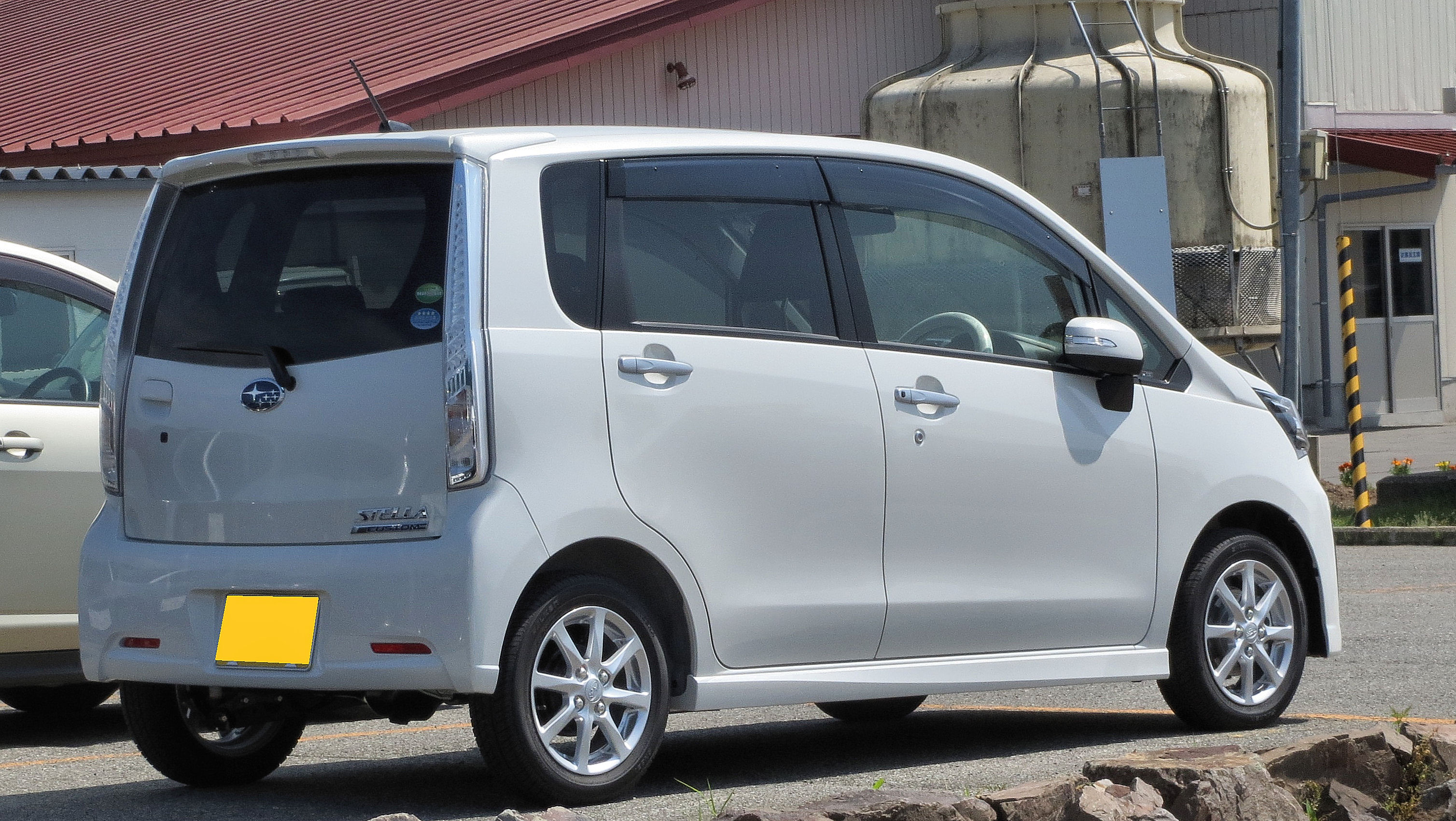
Custom R型車尾
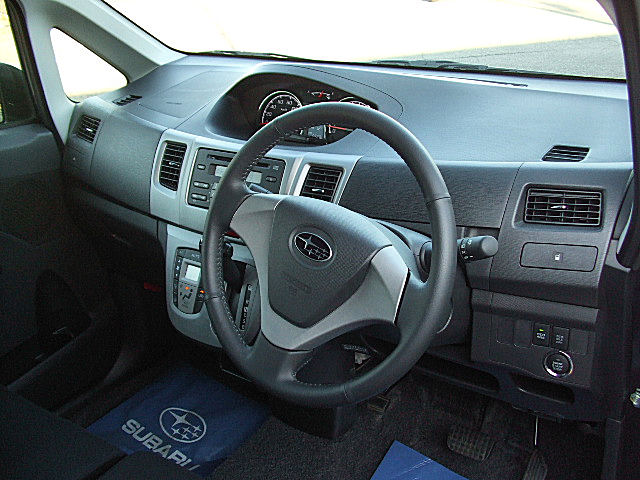
內裝
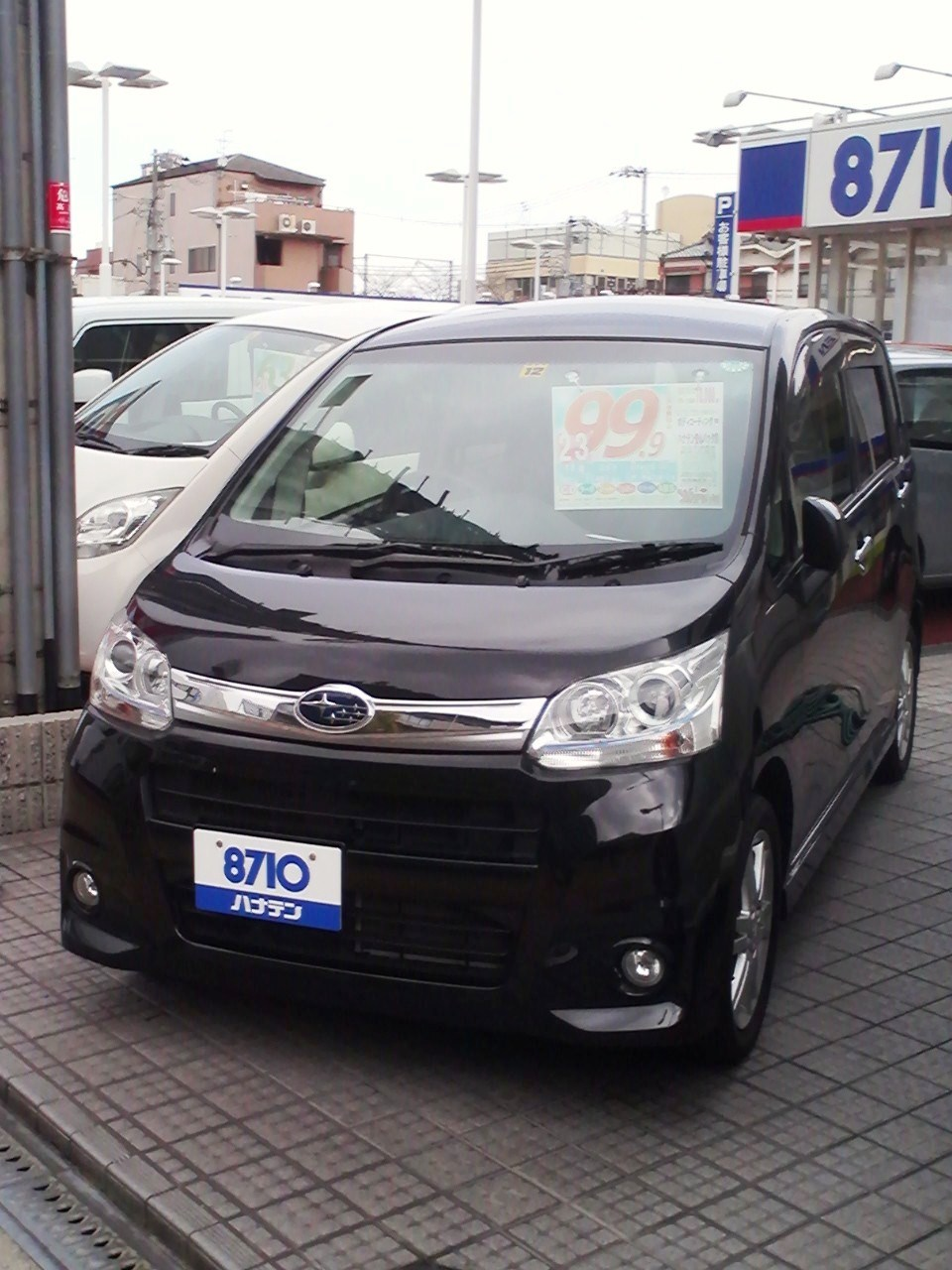
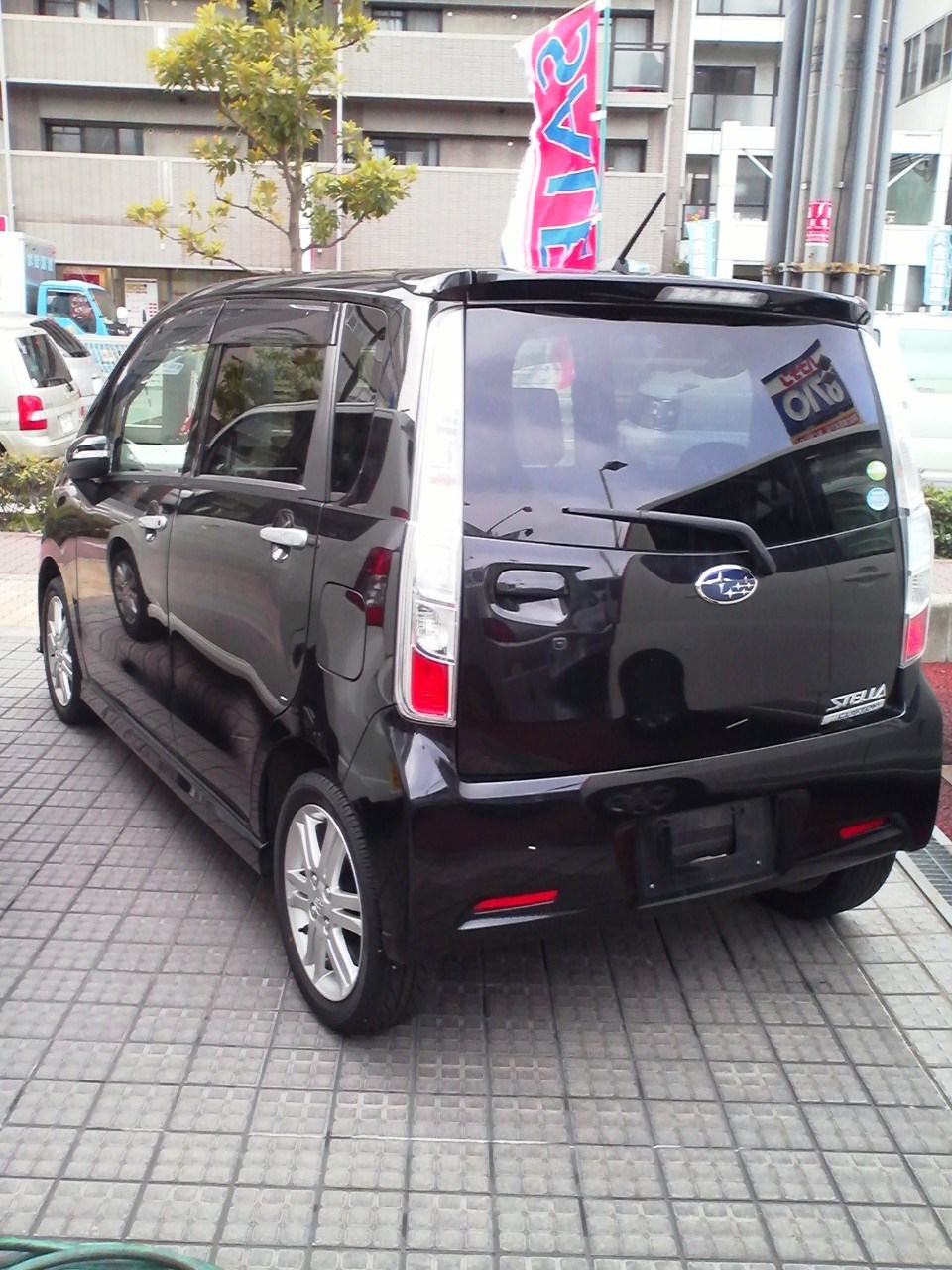

### 第三代（2014年迄今）
2014年 - 12月12日與大發Move同步發表大改款的第三代車款，共分Stella和Stella Custom兩種車型，水箱護罩重新設計。動力心臟為658c.c.直列三缸DOHC KF-VE3型引擎，分成自然進氣版和渦輪增壓版，前者具有52hp / 6,800rpm的馬力和6.4kg·m / 5,200rpm的扭力，後者則提升為64hp / 6,400rpm、9.4kg·m / 3,200rpm的輸出功率；兩種引擎都搭配CVT無段變速箱。Smart Assist安全輔助系統、Push Start引擎啟閉按鈕、Keyless免鑰匙感應門鎖系統、怠速熄火系統、行駛模式切換等皆列入配備清單，按不同等級而配置。
2015年 - 5月20日實施部分改良，Smart Assist安全輔助系統新設一個攝影鏡頭，可提供防衝撞警報、防衝撞剎車輔助、車道偏離警示等功能。
2016年 - 再度於6月21日實行部分改良，追加「Custom F」車型，具有LED頭燈組、雙環式儀表板等配備，同時廢除「GS」、「GS Smart Assist」二種車型。

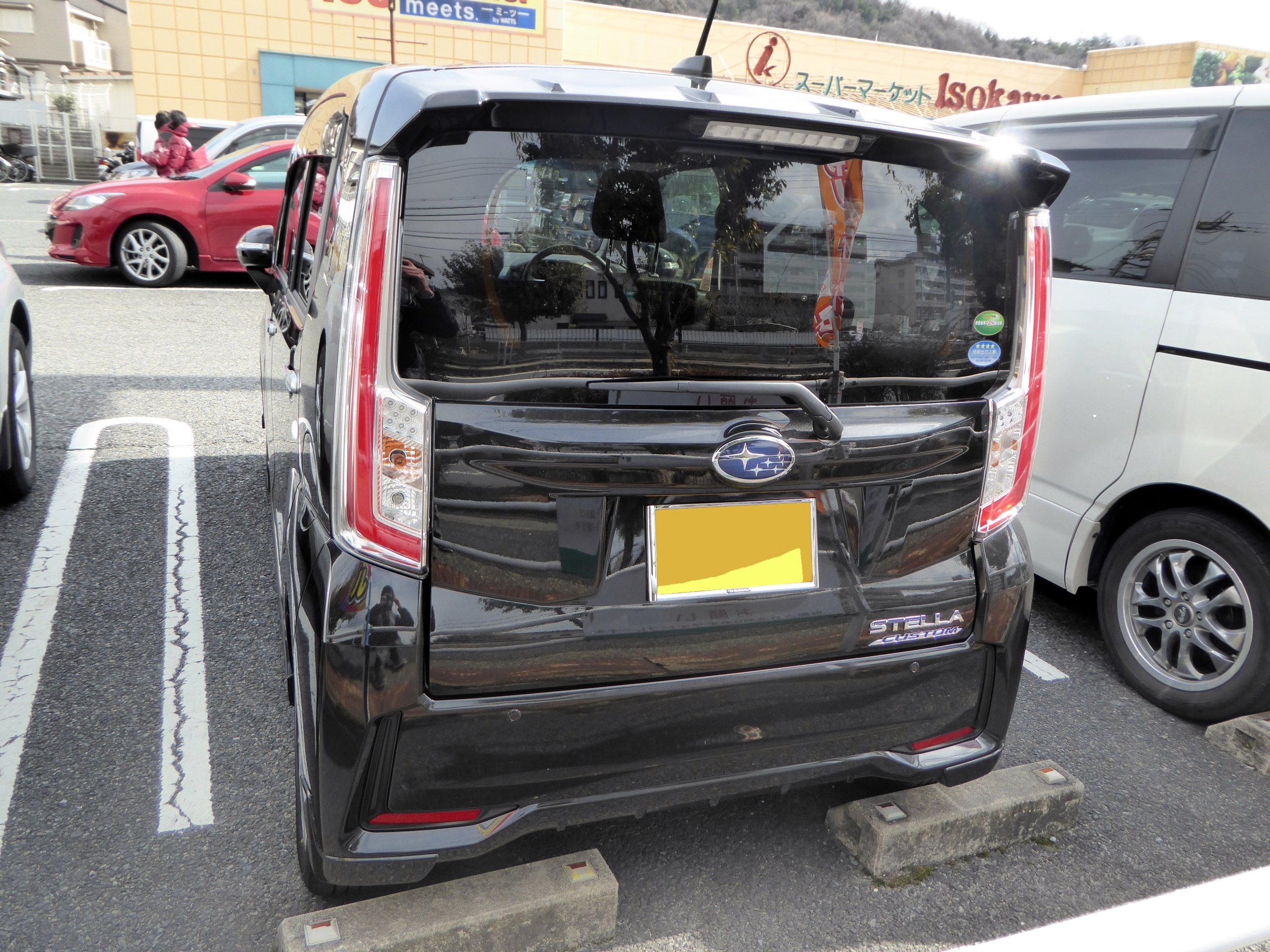
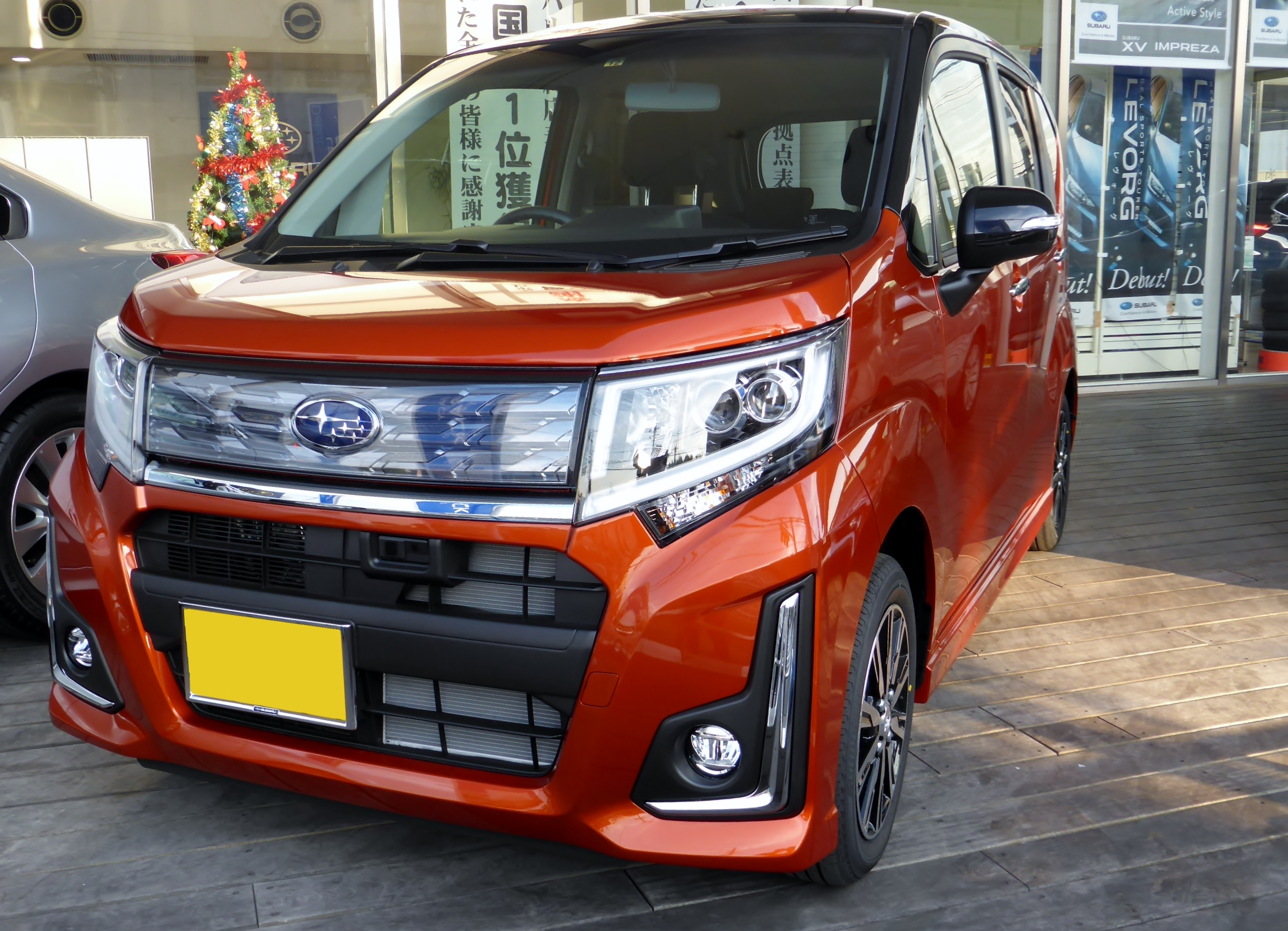
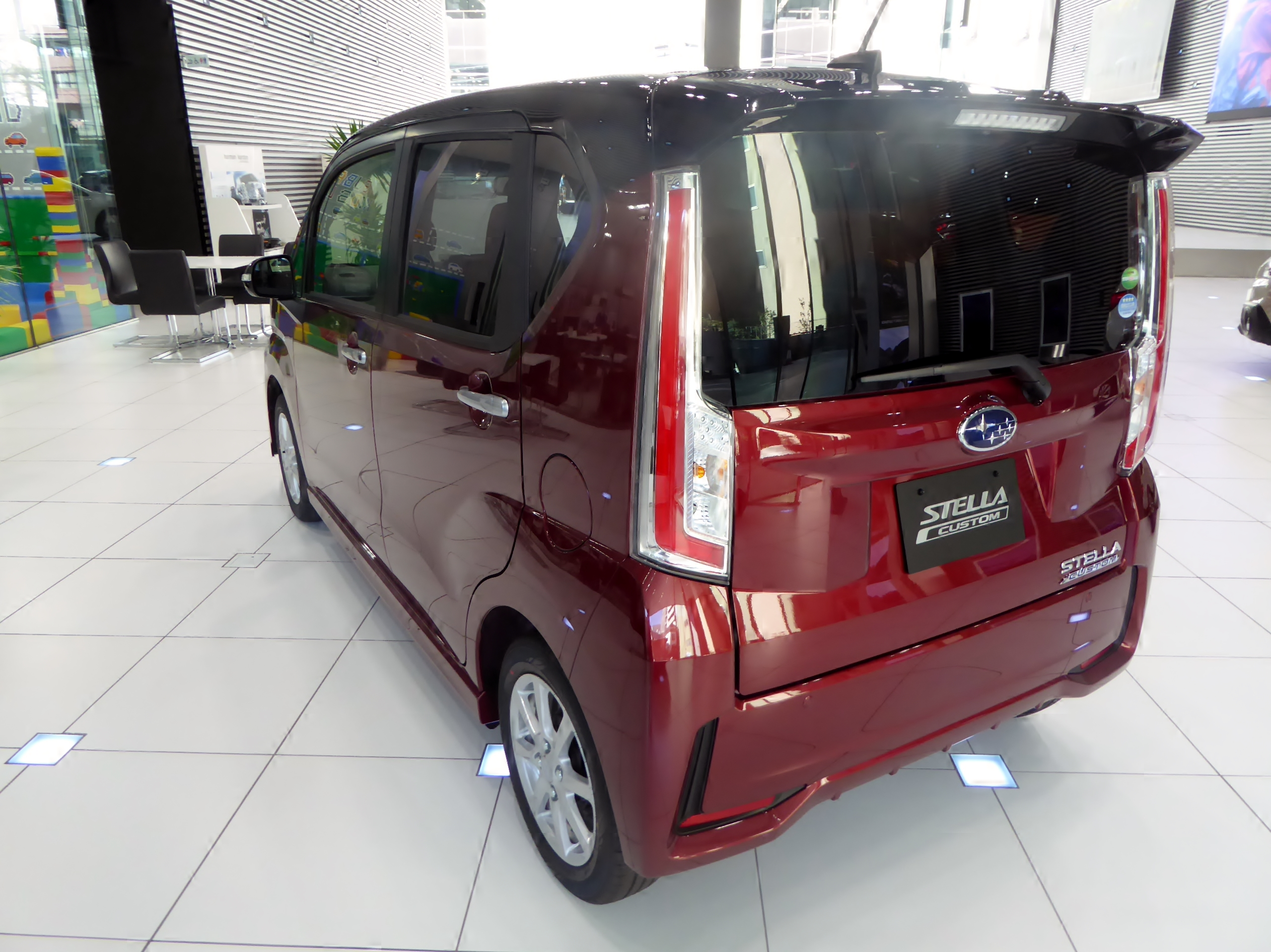
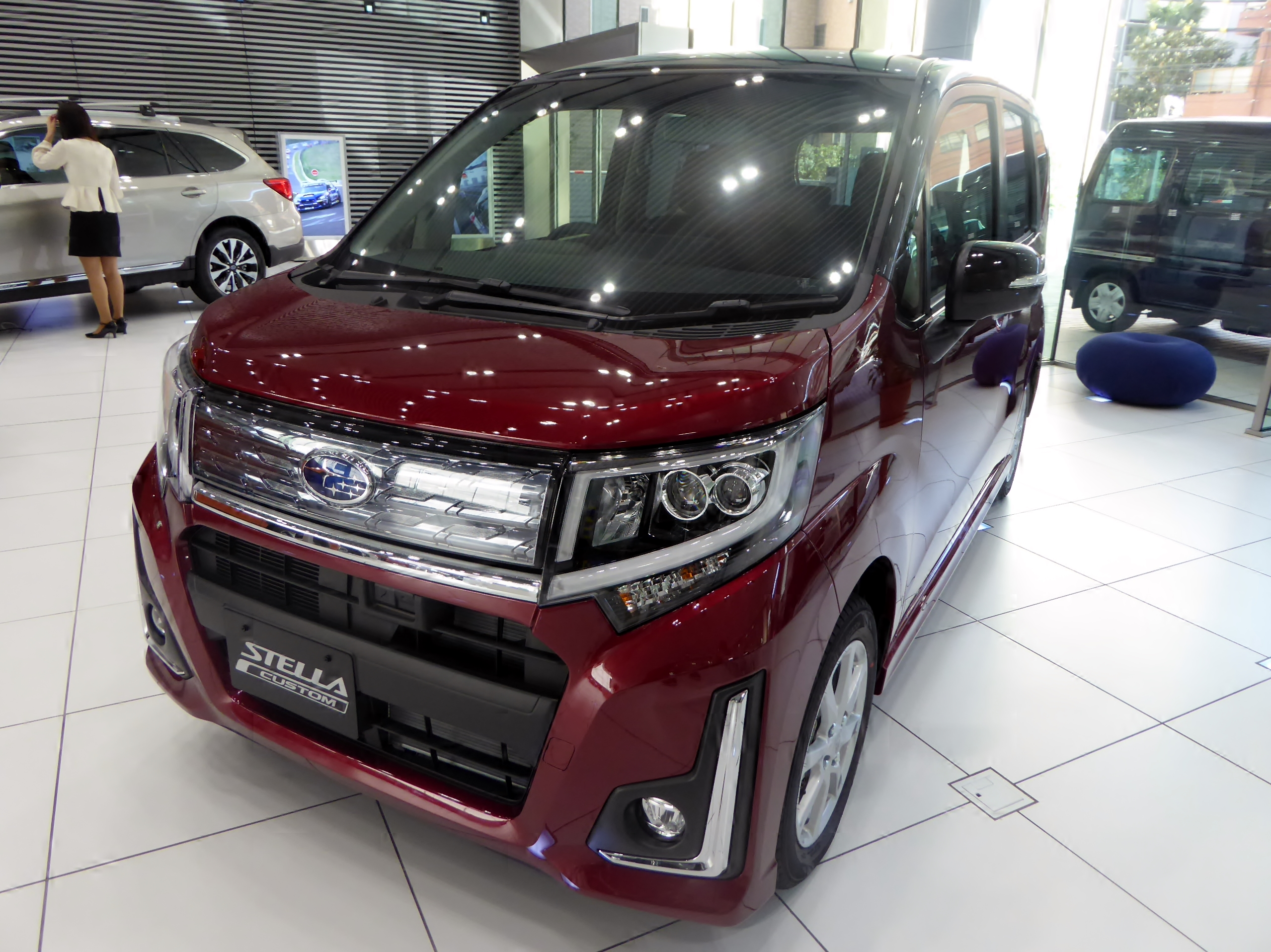

## 外部連結
- （日語）日本官方網站 （页面存档备份，存于）
- AutoNet：SUBARU Stella在日本推出小改款新車並增列入門手排款